# センナ・コマスコ
センナ・コマスコ（伊: Senna Comasco）は、イタリア共和国ロンバルディア州コモ県にある、人口約3,100人の基礎自治体（コムーネ）。

## 地理

### 位置・広がり
コモ県南部のコムーネ。県都コモから南南東へ6kmの距離にある。

#### 隣接コムーネ
隣接するコムーネは以下の通り。
- カントゥ
- カピアーゴ・インティミアーノ
- カズナーテ・コン・ベルナーテ
- コーモ
- クッチャーゴ

### 地震分類
イタリアの地震リスク階級 (it) では、4 に分類される
。